# Oleg Chodkov
Oleg Viktorovitj Chodkov (ryska: Олег Викторович Ходьков), född 5 april 1974 i Krasnodar i dåvarande Ryska SFSR, är en rysk tidigare handbollsspelare (vänsternia).
Han tog OS-guld i herrarnas turnering i samband med de olympiska handbollstävlingarna 2000 i Sydney.

## Klubbar
- SKIF Krasnodar (–1999)
- VfL Gummersbach (1999–2001)
- CD Bidasoa (2001–2003)
- SKIF Krasnodar (2003–?)